# Franco Fagúndez
Franco Misael Fagúndez Rosa (Montevideo, Uruguay, 19 de julio de 2000) es un futbolista uruguayo que juega como delantero en el Club Santos Laguna de la Primera División de México.
Habitualmente se desempeña como punta o mediopunta, aunque jugó como mediocampista en divisiones juveniles. Con una altura de 1,87 y 82 kilogramos, ha sido destacado por su talento tanto para generar fútbol como para convertir goles. Debutó oficialmente en Primera División el 18 de noviembre de 2021 defendiendo al Club Nacional de Football por el Campeonato Uruguayo.

## Trayectoria
Sus inicios como jugador fueron en el Montevideo Wanderers (2013-2019), de allí pasó a Danubio (2019) y en enero de 2020 se integró a las formativas del Club Nacional de Football.
Bajo la dirección de Martín Ligüera, Fagúndez fue capitán y goleador de la Tercera División de Nacional en la temporada 2020-2021. Al pasar Ligüera a dirigir el primer equipo “Tricolor”, Fagúndez fue integrado a la Primera División del club.

## Estadísticas

### Clubes
Actualizado hasta su último partido disputado el 20 de abril de 2025.
| Club                        | Div.          | Temporada     | Liga  | Liga  | Liga   | Copas nacionales | Copas nacionales | Copas nacionales | Torneos internacionales | Torneos internacionales | Torneos internacionales | Total | Total | Total  |
| Club                        | Div.          | Temporada     | Part. | Goles | Asist. | Part.            | Goles            | Asist.           | Part.                   | Goles                   | Asist.                  | Part. | Goles | Asist. |
| --------------------------- | ------------- | ------------- | ----- | ----- | ------ | ---------------- | ---------------- | ---------------- | ----------------------- | ----------------------- | ----------------------- | ----- | ----- | ------ |
| C. Nacional de F. · Uruguay | 1.ª           | 2021          | 2     | 0     | 0      | —                | —                | —                | —                       | —                       | —                       | 2     | 0     | 0      |
| C. Nacional de F. · Uruguay | 1.ª           | 2022          | 33    | 10    | 5      | —                | —                | —                | 8                       | 1                       | 0                       | 41    | 11    | 5      |
| C. Nacional de F. · Uruguay | 1.ª           | 2023          | 30    | 2     | 6      | 2                | 2                | 0                | 7                       | 0                       | 1                       | 39    | 4     | 7      |
| C. Nacional de F. · Uruguay | Total club    | Total club    | 65    | 12    | 11     | 2                | 2                | 0                | 15                      | 1                       | 1                       | 82    | 15    | 12     |
| Santos Laguna · México      | 1.ª           | C-2024        | 11    | 1     | 1      | —                | —                | —                | —                       | —                       | —                       | 11    | 1     | 1      |
| Santos Laguna · México      | 1.ª           | 2024-25       | 18    | 2     | 1      | —                | —                | —                | 3                       | 0                       | 0                       | 21    | 2     | 1      |
| Santos Laguna · México      | Total club    | Total club    | 29    | 3     | 2      | 0                | 0                | 0                | 3                       | 0                       | 0                       | 32    | 3     | 2      |
| Total carrera               | Total carrera | Total carrera | 94    | 15    | 13     | 2                | 2                | 0                | 18                      | 1                       | 1                       | 114   | 18    | 14     |
| 1. 2. 3.                    |               |               |       |       |        |                  |                  |                  |                         |                         |                         |       |       |        |

## Palmarés

### Títulos nacionales
| Título              | Club              | País    | Año    |
| ------------------- | ----------------- | ------- | ------ |
| Torneo Intermedio   | C. Nacional de F. | Uruguay | 2022   |
| Primera División    | C. Nacional de F. | Uruguay | C-2022 |
| Campeonato Uruguayo | C. Nacional de F. | Uruguay | 2022   |